# کناریک آراکلیان
کناریک آراکلیان (ارمنی: Քնարիկ Առաքելյան؛ انگلیسی: Knarik Arakelyan زادهٔ ۲۰ مهٔ ۱۹۲۱ - درگذشته ۱۹۹۶) نساج و سیاستمدار اهل ارمنستان بود.

## زندگی‌نامه
وی  در ۲۰ مه ۱۹۲۱ در روستای ساروشن  به دنیا آمد . وی عضو کمیته مرکزی حزب کمونیست آذربایجان شوروی بود وی همچنین برندهٔ جوایزی همچون قهرمان کار سوسیالیست (۱۹۷۱)، نشان لنین و نشان پرچم سرخ کار شده‌است. وی در ۱۹۹۶ در سن ۷۵ سالگی درگذشت.